# Veitchia metiti
Veitchia metiti är en enhjärtbladig växtart som beskrevs av Odoardo Beccari. Veitchia metiti ingår i släktet Veitchia och familjen Arecaceae. Inga underarter finns listade i Catalogue of Life.